# Takuya Koyama
Takuya Koyama (født 20. april 1997) er en japansk tidligere professionel fodboldspiller.
Han har spillet for flere forskellige klubber i sin karriere, herunder FC Tokyo.